# Cerro Negro de Mayasquer
El Cerro Negro de Mayasquer és un volcà que es troba a la frontera entre Colòmbia i l'Equador. Es troba 3 km al nord-oest del volcà Chiles, sent considerats els dos cims part del complex volcànic Chiles-Cerro Negro. L'erupció de 1936 pot no haver estat realment seva, sinó del veí Reventador, amb la qual cosa no hauria tingut cap erupció des de fa 160.000 anys.